# I. Henrik champagne-i gróf
I. Henrik (franciául: Henri Ier de Champagne; 1127 – 1181. március 17.) francia nemesúr, keresztes lovag, 1152–1181 között Champagne grófja.

## Élete
A „Szabados” melléknévvel illették. Apja II. Theobald champagne-i gróf, anyja pedig Karintiai Matild hercegnő volt. Szülei első gyermekeként látta meg a napvilágot. 1151-ben megörökölte apja grófi címét és Champagne tartományát. 
Henrik részt vett a második keresztes hadjáratban (1145-1149), mivel jól ismerte VII. Lajos francia királyt, aki első feleségével, Aquitániai Eleonórával ugyancsak járt a Szentföldön.
Édesapja halálával fiatalabb fiútestvérei is örököltek a család kiterjedt birtokaiból (Blois, Chartres, Sancerre és Châteaudun). A gróf udvarának székhelye Troyes városában lett kijelölve, ami egyben meghatározó irodalmi központ is volt akkoriban (Walter Map, a korszak egyik jelentős írója is patrónusának nevezhette Henrik grófot).
Henrik uralkodása alatt Champagne tartománya gazdasági szempontból a többi francia grófsághoz mérten jóval gazdagabb és stabilabb volt, ugyanis a gróf az évek során sikeresen épített ki jól működő kapcsolatot a birtokain áthaladó rengeteg kereskedővel, valamint Champagne a középkori Európán keresztülmenő egyik fontos kereskedelmi szállító útvonal fontos része is volt. A gróf szerencsés támogatottjai közé sorolhatta magát például a középkori tudományok egyik jeles képviselője, Alinerre-i István is, aki 1176-ban a tartomány kancellárja lett.
1164-ben feleségül vette Franciaországi Máriát, Champagne grófnőjét, VII. Lajos király és első felesége, Aquitániai Eleonóra királyné elsőszülött leányát, akitől négy gyermeke született:
- Skolasztika grófkisasszony
- Henrik gróf, II. Henrik néven apja utódja Champagne élén, később pedig ő lett Jeruzsálem királya
- Mária grófkisasszony, I. Baldvin konstantinápolyi latin császár felesége
- Teobáld gróf

Henrik 1179-ben, abban az évben, amikor második fia született, Jeruzsálembe utazott, ismét francia lovagok támogatásával. Velük tartottak még a francia király, VII. Lajos rokonai is, öccse, Courtenay-i Péter, és Dreux-i Fülöp, Beauvais püspöke. A gróf a szárazföldi útvonalon, Kis-Ázsiát átszelve indult vissza Európába, ám közben foglyul ejtette őt II. Kilidzs Arszlán, Rüm szeldzsuk szultánja, aki csak tetemes váltságdíj ellenében engedte őt szabadon. (A pénzt a bizánci császár adta kölcsön Henriknek.)
1181. március 17-én hunyt el, nem sokkal azután, hogy hazatérhetett a rabságból. Özvegye, Mária grófné többé már nem ment férjhez, 1198. március 11-én, 6 nap híján 17 évvel férje halála után, 52-53 évesen követte férjét a sírba.